# Hypsicera zisoa
Hypsicera zisoa är en stekelart som beskrevs av Ian D. Gauld och Sithole 2002. Hypsicera zisoa ingår i släktet Hypsicera och familjen brokparasitsteklar. Inga underarter finns listade i Catalogue of Life.